# A Dirty Carnival
Pour plus de détails, voir Fiche technique et Distribution.
A Dirty Carnival (비열한 거리 , Biyeolhan geori - littéralement « la rue chaude ») est un film sud-coréen réalisé par Yoo Ha, sorti en 2006.

## Synopsis
Kim Byung-doo est un jeune gangster prêt à tout pour monter les échelons.

## Fiche technique
- Titre : A Dirty Carnival
- Réalisation : Yoo Ha
- Scénario : Yoo Ha
- Musique : Jo Yeong-wook
- Photographie : Choi Hyeon-gi
- Montage : Park Gok-ji, Jeong Jin-hee
- Production : Cha Seung-jae, Kim Mi-hee, Choi Seon-jeong
- Sociétés de production : Sidus FnH
- Société de distribution : CJ Entertainment
- Pays :  Corée du Sud
- Langue : Coréen
- Genre : Action, drame et film de gangsters
- Durée : 141 minutes
- Dates de sortie : Corée du Sud : 15 juin 2006

## Distribution
- Jo In-sung : Kim Byung-doo
- Namkoong Min : Min-ho
- Chun Ho-jin : président Hwang
- Lee Bo-young : Hyun-joo
- Yoon Je-moon : Sang-chul
- Jin Goo : Jong-soo

## Distinctions
- Korean Film Award du meilleur acteur pour Jo In-sung
- Korean Film Award du meilleur montage pour Park Gok-ji et Jeong Jin-hee
- Chunsa Film Art Award de la meilleure nouvelle actrice pour Lee Bo-young[1]